# Buskrandøje
Buskrandøjen (Pyronia tithonus) er en sommerfugl i takvingefamilien. Arten er i Europa som den eneste i slægten Pyronia også udbredt nord for Alperne. Den findes almindeligt i dele af Storbritannien, Holland og Mellemtyskland ligesom i middelhavslandene og videre østpå gennem Tyrkiet og nord om Sortehavet til Kaukasus. Buskrandøjen er meget sjælden i Danmark. Larven lever på græsarter. 

## Udseende
Buskrandøjen kan ligne græsrandøje, men kendes nemt på de dobbeltkernede øjepletter på forvingerne, de udbredte orange områder samt de mørke vingesømme.